# Hitman
Hitman (с англ. — «Наёмный убийца») — серия компьютерных игр в жанре стелс-экшен, доступная на многих современных платформах. Действие развивается вокруг профессионального клона-киллера, известного под кодовым именем Агент 47 (или просто «47-й»). Серия разрабатывается IO Interactive, независимой датской компанией. В разные годы издавалась Eidos Interactive,  Square Enix,  игровым подразделением Warner Bros и собственными силами IO Interactive. Насчитывает восемь игр основной серии.
В 2007 году вышел фильм по мотивам серии игр под названием «Хитмэн». Первоначально на роль Агента 47 планировали взять Вина Дизеля, но он отказался, и на главную роль взяли актёра Тимоти Олифанта. Режиссёром фильма стал Ксавье Жан, а продюсерами выступили Люк Бессон и Чак Гордон. В 2015 году вышел фильм «Хитмэн: Агент 47» с Рупертом Френдом в главной роли, кардинально отходящий от сюжета линейки игр и плохо воспринятый фанатами серии.
Серия Hitman также известна музыкой композитора Йеспера Кюда. В ноябре 2017 года стало известно, что компания Fox 21 и потоковый сервис Hulu снимут сериал по мотивам серии игр Hitman.

## Игры серии

### Основная серия

#### Оригинальная
| Название                  | Платформа         | Дата выхода    | Разработчик                        | Издатель                               | Прим.       |
| ------------------------- | ----------------- | -------------- | ---------------------------------- | -------------------------------------- | ----------- |
| Hitman: Codename 47       | Microsoft Windows | 21 ноября 2000 | IO Interactive                     | Eidos Interactive                      | [ 2 ]       |
| Hitman 2: Silent Assassin | Microsoft Windows | 1 октября 2002 | IO Interactive                     | Eidos Interactive                      | [ 3 ]       |
| Hitman 2: Silent Assassin | PlayStation 2     | 1 октября 2002 | IO Interactive                     | Eidos Interactive                      | [ 3 ]       |
| Hitman 2: Silent Assassin | Xbox              | 1 октября 2002 | IO Interactive                     | Eidos Interactive                      | [ 3 ]       |
| Hitman 2: Silent Assassin | Nintendo GameCube | 17 июня 2003   | IO Interactive                     | Eidos Interactive                      | [ 3 ]       |
| Hitman 2: Silent Assassin | PlayStation 3     | 29 января 2013 | IO Interactive                     | Square Enix Europe                     | [ 3 ]       |
| Hitman 2: Silent Assassin | Xbox 360          | 29 января 2013 | IO Interactive                     | Square Enix Europe                     | [ 3 ]       |
| Hitman: Contracts         | Microsoft Windows | 20 апреля 2004 | IO Interactive                     | Eidos Interactive                      | [ 3 ]       |
| Hitman: Contracts         | PlayStation 2     | 20 апреля 2004 | IO Interactive                     | Eidos Interactive                      | [ 3 ]       |
| Hitman: Contracts         | Xbox              | 20 апреля 2004 | IO Interactive                     | Eidos Interactive                      | [ 3 ]       |
| Hitman: Contracts         | PlayStation 3     | 29 января 2013 | IO Interactive                     | Square Enix Europe                     | [ 3 ]       |
| Hitman: Contracts         | Xbox 360          | 29 января 2013 | IO Interactive                     | Square Enix Europe                     | [ 3 ]       |
| Hitman: Blood Money       | Microsoft Windows | 26 мая 2006    | IO Interactive                     | Eidos Interactive                      | [ 3 ]       |
| Hitman: Blood Money       | PlayStation 2     | 26 мая 2006    | IO Interactive                     | Eidos Interactive                      | [ 3 ]       |
| Hitman: Blood Money       | Xbox              | 26 мая 2006    | IO Interactive                     | Eidos Interactive                      | [ 3 ]       |
| Hitman: Blood Money       | Xbox 360          | 26 мая 2006    | IO Interactive                     | Eidos Interactive                      | [ 3 ]       |
| Hitman: Blood Money       | PlayStation 3     | 29 января 2013 | IO Interactive                     | Square Enix Europe                     | [ 3 ]       |
| Hitman: Blood Money       | PlayStation 4     | 11 января 2019 | IO Interactive                     | Warner Bros. Interactive Entertainment | [ 4 ]       |
| Hitman: Blood Money       | Xbox One          | 11 января 2019 | IO Interactive                     | Warner Bros. Interactive Entertainment | [ 4 ]       |
| Hitman: Blood Money       | iOS               | 16 ноября 2023 | IO Interactive                     | Feral Interactive                      |             |
| Hitman: Blood Money       | Android           | 30 ноября 2023 | IO Interactive                     | Feral Interactive                      |             |
| Hitman: Blood Money       | Nintendo Switch   | 25 января 2024 | IO Interactive                     | Feral Interactive                      |             |
| Hitman: Absolution        | Microsoft Windows | 20 ноября 2012 | IO Interactive                     | Square Enix Europe                     | [ 5 ] [ 6 ] |
| Hitman: Absolution        | PlayStation 3     | 20 ноября 2012 | IO Interactive                     | Square Enix Europe                     | [ 5 ] [ 6 ] |
| Hitman: Absolution        | Xbox 360          | 20 ноября 2012 | IO Interactive                     | Square Enix Europe                     | [ 5 ] [ 6 ] |
| Hitman: Absolution        | macOS             | 15 мая 2014    | IO Interactive / Feral Interactive | Feral Interactive                      | [ 6 ] [ 7 ] |
| Hitman: Absolution        | PlayStation 4     | 11 января 2019 | IO Interactive                     | Warner Bros. Interactive Entertainment | [ 4 ]       |
| Hitman: Absolution        | Xbox One          | 11 января 2019 | IO Interactive                     | Warner Bros. Interactive Entertainment | [ 4 ]       |

#### World of Assassination
| Название | Система           | Дата выхода     | Разработчик                        | Издатель                               | Прим.       |
| -------- | ----------------- | --------------- | ---------------------------------- | -------------------------------------- | ----------- |
| Hitman   | Microsoft Windows | 11 марта 2016   | IO Interactive                     | Square Enix Europe                     | [ 8 ] [ 9 ] |
| Hitman   | PlayStation 4     | 11 марта 2016   | IO Interactive                     | Square Enix Europe                     | [ 8 ] [ 9 ] |
| Hitman   | Xbox One          | 11 марта 2016   | IO Interactive                     | Square Enix Europe                     | [ 8 ] [ 9 ] |
| Hitman   | Linux             | 17 февраля 2017 | IO Interactive / Feral Interactive | Feral Interactive                      | [ 10 ]      |
| Hitman   | macOS             | 21 июня 2017    | IO Interactive / Feral Interactive | Feral Interactive                      | [ 11 ]      |
| Hitman 2 | Microsoft Windows | 13 ноября 2018  | IO Interactive                     | Warner Bros. Interactive Entertainment | [ 12 ]      |
| Hitman 2 | PlayStation 4     | 13 ноября 2018  | IO Interactive                     | Warner Bros. Interactive Entertainment | [ 12 ]      |
| Hitman 2 | Xbox One          | 13 ноября 2018  | IO Interactive                     | Warner Bros. Interactive Entertainment | [ 12 ]      |
| Hitman 3 | Microsoft Windows | 20 января 2021  | IO Interactive                     | IO Interactive                         |             |
| Hitman 3 | PlayStation 4     | 20 января 2021  | IO Interactive                     | IO Interactive                         |             |
| Hitman 3 | PlayStation 5     | 20 января 2021  | IO Interactive                     | IO Interactive                         |             |
| Hitman 3 | Xbox One          | 20 января 2021  | IO Interactive                     | IO Interactive                         |             |
| Hitman 3 | Xbox Series X/S   | 20 января 2021  | IO Interactive                     | IO Interactive                         |             |
| Hitman 3 | Nintendo Switch   | 20 января 2021  | IO Interactive                     | IO Interactive                         |             |

### Спин-оффы
| Название                 | Система           | Дата выхода     | Разработчик          | Издатель           | Прим.         |
| ------------------------ | ----------------- | --------------- | -------------------- | ------------------ | ------------- |
| Hitman 2 Christmas Game  | Microsoft Windows | 2002            | Noise Media          | Eidos Interactive  |               |
| Hitman: Vegas            | Java              | 23 ноября 2007  | IO Interactive       | Eidos Interactive  |               |
| Hitman: Sniper Challenge | PlayStation 3     | 15 мая 2012     | IO Interactive       | Square Enix Europe |               |
| Hitman: Sniper Challenge | Xbox 360          | 15 мая 2012     | IO Interactive       | Square Enix Europe |               |
| Hitman: Sniper Challenge | Microsoft Windows | 1 августа 2012  | IO Interactive       | Square Enix Europe |               |
| Hitman Go                | iOS               | 17 апреля 2014  | Square Enix Montreal | Square Enix Europe | [ 13 ] [ 14 ] |
| Hitman Go                | Android           | 4 июня 2014     | Square Enix Montreal | Square Enix Europe | [ 14 ] [ 15 ] |
| Hitman Go                | Microsoft Windows | 4 июня 2014     | Square Enix Montreal | Square Enix Europe | [ 14 ] [ 16 ] |
| Hitman Go                | Windows Phone     | 4 июня 2014     | Square Enix Montreal | Square Enix Europe | [ 14 ] [ 16 ] |
| Hitman Go                | Linux             | 23 февраля 2016 | Square Enix Montreal | Square Enix Europe | [ 14 ] [ 17 ] |
| Hitman Go                | PlayStation 4     | 23 февраля 2016 | Square Enix Montreal | Square Enix Europe | [ 14 ] [ 18 ] |
| Hitman Go                | PlayStation Vita  | 23 февраля 2016 | Square Enix Montreal | Square Enix Europe | [ 14 ] [ 18 ] |
| Hitman: Sniper           | Android           | 4 июня 2015     | Square Enix Montreal | Square Enix Europe | [ 19 ] [ 20 ] |
| Hitman: Sniper           | iOS               | 4 июня 2015     | Square Enix Montreal | Square Enix Europe | [ 19 ] [ 20 ] |

## Игровой процесс
В большинстве уровней задача — ликвидировать одного или несколько врагов (изредка попадается задание преодолеть охраняемую территорию или выкрасть предмет). Игрок волен сам выбирать, каким способом задание выполнять — уничтожать врагов из огнестрельного оружия или действовать скрытно. Несмотря на то, что во всех играх встречаются крайне жестокие сцены, игра не поощряет кровопролития, и, если страдают невинные люди, игрока штрафуют. К тому же, начиная со второй игры серии, при достижении рейтинга «Бесшумный убийца» (который обычно достигается при уничтожении только цели задания без поднятия тревоги) игроку даются дополнительные бонусы — оружие или денежный приз.
Дизайн уровней в целом нелинейный, и, как правило, существует несколько путей прохождения. Тем не менее, чтобы найти даже один подход, нужно тщательно разведать территорию и проанализировать увиденное. Само убийство обычно занимает 5—10 минут чистого времени, но предварительная разведка может длиться часами.
Игровой процесс строится вокруг переодевания: в отличие от обычных стелс-игр, игрок не только прячется от врагов в тени, но и смешивается с окружающими, переодевшись в соответствующую форму (предварительно найдя её в раздевалке, убив или усыпив носителя). Часто, заимев нужную маскировку у игрока появляются дополнительные возможности — например, начиная с Hitman 2016 года, получив поварскую униформу, игрок в большинстве случаев получит возможность прилюдно отравлять пищу без подозрения окружающих.
В жанре экшен серия Hitman занимает промежуточное положение между шутерами и стелс-играми. В отличие от многих героев стелс-игр, 47-й выдерживает значительные ранения. В отличие от Splinter Cell, в серии Hitman нет подсказки «без оружия». В совокупности с широким арсеналом это позволяет проводить перестрелки при высокой доле экшена. В то же время игрок первоначально не мог восстанавливать здоровье на середине уровня, что принуждало его избегать ущерба, насколько это возможно. Это обстоятельство особенно важно на последних уровнях, когда враги начинают носить мощное оружие наподобие дробовиков или снайперских винтовок, убивающих 47-го в один или два выстрела. Hitman: Blood Money стала первой игрой в серии, позволившей игрокам покупать восстанавливающие здоровье предметы, такие как адреналин и болеутоляющие. Благодаря вышеизложенным особенностям игры, многие характеризуют Hitman как социальный стелс и реиграбельную серию игр.
Большинство целей можно убить одним выстрелом из винтовки или пистолета — а зачастую вообще без стрельбы. Этот стиль игры стал превалирующим с Blood Money, где акцент сделан на то, чтобы выдавать убийства 47-го за несчастные случаи.

### Способы убийства
Несмотря на внушительный арсенал огнестрельного и холодного оружия, игра не поощряет стрельбы. Для получения желанного рейтинга «Бесшумный убийца» 47-му часто приходится подкрадываться к цели и душить её струной — или устранять так, чтобы не услышали посторонние.
Помимо этого, во многих заданиях предусмотрены и другие способы убийства — бесшумные, новаторские и даже садистские. 47-й может вонзить катану в спину ничего не подозревающего человека, проломить ему затылок крюком для мяса, поразить электрическим током, утопить, сжечь, задушить, зарубить топором, взорвать, раздавить или заколоть. Часто удаётся подсыпать яд в молоко, виски, суп или чай. Убийство можно совершить, выстрелив в цель через подушку или задушив ей же. В иной раз можно сбросить бак с бензином в дымоход или зарубить цель пожарным топором, в то время как рядом сидит её безнадёжно пьяный друг или же подстроить ей несчастный случай на глазах у толпы. Подход «бесшумного убийцы» в деле Ли Хонга завершается устранением телохранителя Хонга, пробующего его еду, с помощью слабительного (что заставляет его на время отлучиться). В одном из заданий в Codename 47 (и вновь — в ремастере этого задания в Contracts) игрок даже может убить цель, имеющую проблемы с сердцем, увеличив температуру в сауне.
Способ убийства влияет на узнаваемость и денежный счёт игрока в Blood Money. Если персонаж впадает в ярость, оставляет свидетелей или случайно попадает на камеры видеонаблюдения, в последующих заданиях его узнают. За лишних жертв и свидетелей агентство штрафует игрока и не выплачивает ему часть денег за выполнение контракта, в обратной ситуации, например — несчастный случай, поощряет и выплачивает дополнительно. Также если персонаж осуществляет атаки тихо и в безлюдных местах, он будет мало известен. Помимо этого у игрока есть возможность понизить рейтинг узнаваемости персонажа подкупив полицию или свидетелей, если он получил достаточно денег за выполнение контракта. Система узнаваемости присутствует только в Blood Money и в дальнейшем не появлялась во франшизе. Полученные за выполнение контракта деньги игрок может потратить на покупку и улучшение своего оружия а также инструментов, в том числе покупка отмычек, ускоряющих скорость взлома дверей, обезболивающие, повышающие уровень здоровья, и другие предметы. Также в Blood Money впервые в серии появилась возможность выдавать убийства за несчастные случаи — такие убийства ценятся выше, а оказавшиеся жертвой «несчастного случая» посторонние не снижают счёта. Начиная с четвёртой игры серии, Blood Money, появилась и возможность прятать тела в контейнерах и шкафах, что зачастую помогает по мере прохождения игры не выдавать себя и своих действий.

### Оружие
Классический арсенал оружия 47-го включает струну из оптоволокна, 2 пистолета с глушителями AMT Hardballer, которые в серии носят название Silverballer, и снайперскую винтовку Walther WA2000, сделанные под заказ. Начиная с Hitman 2016 года, 47-й больше не может пользоваться 2 пистолетами сразу, а только одним, основным пистолетом стал ICA19, прозванный игроками как Blackballer (аналог Silverballer, имеющий чёрный цвет, тем не менее, классический Silverballer, который также входит в семейство пистолетов ICA19, впоследствии может стать доступным). Вдобавок 47-й может забирать много видов оружия у охранников, полиции, своих целей или из тайников. Однако после того, как в Hitman 2: Silent Assassin была введена система рейтингов «Бесшумный убийца», использование огнестрельного оружия уже не поощрялось. Вторую игру серии можно завершить, выпустив всего четыре пули. Contracts можно (хоть и с трудностями) пройти вообще без стрельбы. В Blood Money игрок вынужден стрелять только в обучающем и финальном задании, однако и их можно пройти без единого выстрела, для чего придётся сильно постараться. В Absolution игрок вынужден стрелять только один раз.
Начиная с Absolution, оружие перестало именоваться оригинальными названиями; вместо этого образцы имеют названия, сходные с наименованиями их прототипов. В серии имеется большое количество различного холодного и огнестрельного оружия, часто называющегося по-разному:
Кроме того, в качестве оружия Агент 47 может использовать различные подручные предметы, в том числе ножи, молотки, огнетушители, канистры с пропаном, бюсты, слитки золота и т. п. Также в арсенале персонажа имеются яды, транквилизаторы и множество взрывных устройств, в том числе сенсорные и дистанционные брикеты взрывчатки. Агент 47 часто импровизирует, например — в одном из заданий Hitman 2016 главный герой замаскировал взрывное устройство под смарт-часы одной из целей.

## Международное контрактное агентство (МКА)
МКА (или просто Агентство) — это влиятельная теневая организация, на которую долгое время работали главные герои серии: Диана Бёрнвуд (бессменный куратор Агента 47, что входит в число немногочисленных друзей 47-го) и сам 47-й. Агентство предлагало услуги опытных внештатных киллеров людям по всему миру, а также правительственным структурам разных стран, стараясь сохранять при этом политический нейтралитет. Обычно и клиенты, и цели Агентства занимали высокое положение в обществе и обладали властью. Фактически об организации известно мало, кроме того, что Агентство, по-видимому, использовало структуру независимых ячеек, когда лидеры узкого круга лиц никогда не встречались с их наёмниками. Агентство неофициально активно сотрудничало со многими государственными организациями, например: ФБР, ЦРУ (через некомпетентного агента Смита), ФСБ, РАК, ООН и некоторые другие.
После событий Hitman 3 Агентство было скомпрометировано и уничтожено изнутри Агентом 47 и Дианой Бёрнвуд.

## Персонажи
Агент 47 (47-й) Протагонист всей серии. Генетически спроектированный наёмный убийца — Агент 47, созданный из рекомбинантного ДНК пяти наиболее опасных преступных умов. Его имя образовано из последних двух цифр штрих-кода на затылке: 640509-040147; фактически, в результате генной инженерии у него анеуплоидия — у клона 47 хромосом). Родился 5 сентября 1964 (фактом рождения считать следует выемку из инкубатора — в лаборатории доктора Орт-Майера в капсулах находятся взрослые мужчины или подростки). Агент 47 — это синеглазый, относительно высокий (его рост составляет 188 см) лысый серьёзный человек, предпочитающий носить в качестве любимой одежды элегантные деловые костюмы. Поскольку 47-й был задуман как безжалостная машина для убийств, его сила, скорость и выносливость значительно превышают обычные человеческие возможности. Кроме того, он наделён высоким интеллектом, направленным на успешное выполнение задач.
Выращенный в стерильной лаборатории и тренированный тонкому искусству незаметно проникать и уничтожать, 47-й естественным образом стремился стать наёмным убийцей после своего выхода в реальный мир. В итоге он на долгое время стал ведущим киллером в Международном контрактном агентстве. Несмотря на старания своего создателя, 47-й всё ещё обладает суровым нравом, сознанием и собственной волей.
Хотя он, что касается отношений с другими людьми, обычно хладнокровен, 47-й может временами быть весьма интроспективным, особенно в размышлениях о цели собственного существования. Он без колебаний убьёт практически любого человека за деньги; его жертвами могут стать коррумпированные чиновники, короли преступного бизнеса, неудачливые оперные певцы или даже вице-президент Соединённых Штатов. Он не проявлял милосердия ни перед одной заранее обозначенной целью, и в безвыходных ситуациях ему иногда даже приходится убивать невинных людей, чтобы гарантировать собственное выживание. Тем не менее, иногда 47-й способен совершать великодушные поступки: в оригинальной игре освобождая похищенную проститутку (в той игре можно было её не освобождать, а убить и забрать необходимую вещь, но поскольку та же проститутка была в сиквеле, то по канону предполагается, что 47-й её освободил), равно как не нанося телесных повреждений во время атаки. Он также демонстрировал милосердие в отношении людей, не входящих в его список целей (например, в Hitman: Contracts 47-й оглушает мясника тупым концом крюка для мяса, а не перерезает ему горло острым). Таким образом, по отношению к добру и злу, 47-й — антигерой, которого порой грызут муки совести.
После убийства своего создателя 47-й решил исчезнуть, отправившись в путешествие по Сицилии, где он стал садовником в монастыре, пытаясь снискать покровительство одного священника, чтобы примириться со своим существованием и совершёнными преступлениями. Непонятно, зачем 47-й выбрал именно Сицилию как место успокоения и уединения — ведь этот остров далеко не спокоен. 47-му пришлось вернуться к своему "ремеслу'' только после похищения священника итальянской мафией, что было подстроено с явной целью вернуть 47-го обратно в Агентство, чтобы иметь возможность купить его услуги. После убийства дюжины людей, включая дона, вынудившего его вновь вернуться к делам, 47-й отказался от перспективы мирной жизни и решает продолжать делать то, что умеет лучше всего — убивать по заказу. На протяжении последующих частей серии Агент 47 всё также работает на Агентство вместе с Дианой Бёрнвуд, продолжая устранять различных представителей криминала по всему миру (впоследствии 47-й уничтожил Агентство и начал самостоятельную деятельность).
Агент 47 озвучен датским актёром Дэвидом Бейтсоном.
Диана БёрнвудОператор и друг 47-го в Агентстве. Диана даёт 47-му задания, инструктирует его и создаёт брифинги. В подавляющем большинстве игр серии 47-й с Дианой не встречается и узнаёт её только по голосу. Тем не менее, они встречаются лично перед финалом игр Hitman: Blood Money и Hitman 3, в прологе Hitman: Absolution, где герой ранит бывшую связную, в прологе и в одной из кат-сцен Hitman, а в Hitman 2 герой работает с ней лицом к лицу. У Дианы довольно привлекательная внешность, британский акцент и деловое поведение. Она лично способствовала принятию 47-го в ряды МКА. Диана Бёрнвуд также важный и крайне находчивый сотрудник Агентства; она предотвратила ликвидацию Агентства, составив план убийства тех, кто угрожал жизни 47-го и всего МКА в Hitman: Blood Money, несколько раз избежала собственной смерти; рассекретила скрытые от руководства МКА генетические эксперименты под руководством своего коллеги Бенджамина Тревиса; вместе с 47-м провела своё расследование и вычислила предателя в совете директоров организации. Из комикса известно, что именно 47-й убил родителей Дианы, ещё до стирания ему памяти и вступления в ряды Агентства.
Диана озвучена Вивьен Макки (Silent Assassin, Contracts, Blood Money), Маршой Томасон (Absolution) и Джейн Перри (Hitman, Hitman 2, Hitman 3).
Агент СмитВесьма некомпетентный американский секретный агент ЦРУ, а позже Интерпола, имеющий связи с МКА. По несчастному стечению обстоятельств он был захвачен и подвергнут пыткам теми самыми людьми, за которыми он должен был шпионить. Агентство несколько раз посылало 47-го для его освобождения. Опыт подвергания пыткам привёл к тому, что он начал выпивать на работе, что сделало его ещё более неэффективным, чем он был ранее. Смит близок к карикатурному типу персонажей, присутствующему в серии Hitman.
Как и 47-й, агент Смит, маскируясь, облачается во множество разных одежд, и чаще всего его раскрывают, бьют и пытают, раздевая до трусов в цветах американского флага. По-видимому, он относится к 47-му как к другу, потому что киллер много раз его спасал. Разумеется, это чувство невзаимно. 47-й первоначально рассматривает отношения с агентом Смитом как отдалённые и деловые, но по мере того, как ему снова и снова приходится спасать Смита, он всё больше начинает видеть в нём бесполезную преграду. В Hitman: Blood Money 47-й даже приставляет к его голове пистолет и, по всей видимости, собирается убить, но Смиту удаётся откупиться, предложив очень выгодное задание от правительства (контракт на уничтожение вице-президента).
Несмотря на некомпетентность и связь с Агентством, похоже, что агент Смит сохраняет большую долю патриотизма. Даже после того, как Агентство оказывается почти разрушено, Смит, чтобы предотвратить покушение Франчайза на Президента Соединённых Штатов, нанимает 47-го за собственные деньги.

## Темы и мотивы

### Стиль
Серия Hitman использует чётко выраженный стиль, свой в каждой следующей игре серии. Главное меню всегда изображает весь настрой и стиль игры (например, в Contracts 47-й представляется сидящим у окна на стуле в тёмной комнате, что намекает на мрачный тон игры и некое обречённое состояние героя). Цветовая гамма для миссий в разных странах также разнится: в России, например, используются белые и серые оттенки, а в Европе — приглушённые тона.
Примечательна нелинейная подача истории в серии, заметная в Hitman: Contracts и Hitman: Blood Money, когда следующая игра поясняет события, произошедшие в предыдущей. Для большей информации смотрите хронологию серии и связь Contracts с Blood Money.

### Белый цвет
В каждой игре серии белый цвет занимает особое место. До Hitman: Contracts смерть 47-го изображалась на белом фоне, который он заливал своей кровью. В каждой игре важные моменты в сюжете демонстрируются с белым цветом; в первых трёх играх важные повороты истории демонстрировались на белом фоне (как пример: смерть Орт-Майера или Сергея Заворотко), в Hitman: Blood Money в самом конце 47-й был одет в белый костюм.

### Красный цвет
В последних двух играх серии красный цвет стал главным цветом игры. В Hitman 2016 года он является главным цветом игрового меню. Вероятно, означает кровавость работы 47-го или просто кровь.

Логотип

### Логотип
У 47-го есть свой персональный символ, являющийся модифицированным fleur-de-lys, который был также символом психиатрической лечебницы Орт-Майера. Этот символ использовался для департамента Иностранного легиона. Вероятно, символ является стилизованной буквой «Н», то есть Hitman. Fleur-de-lys, или лилия, также является цветком, обычно ассоциируемым со смертью. Этот символ выгравирован на сильверболлере, фирменном пистолете 47-го, ноутбуке и его кейсе, в котором он переносит снайперскую винтовку. Есть версии, что если посмотреть на этот знак в перевёрнутом виде, то можно различить число 47 — последние две цифры персонального идентификатора Агента 47 (640509-040147). Также существует версия, что данный логотип изображает паука, висящего на паутине, как символ расчётливого и бесшумного охотника, то есть наёмного убийцы.

## Фильмы
| Фильм              | Год  | В главных ролях                                           | Режиссёр      | Сценарист                      | Продюсер                                           | Дистрибьюторы    |
| ------------------ | ---- | --------------------------------------------------------- | ------------- | ------------------------------ | -------------------------------------------------- | ---------------- |
| «Хитмэн»           | 2007 | Тимоти Олифант Дугрей Скотт Ольга Куриленко Роберт Неппер | Ксавье Жанс   | Скип Вудс                      | Люк Бессон Дэниел Альтер Адриан Аскариа Вин Дизель | 20th Century Fox |
| «Хитмэн: Агент 47» | 2015 | Руперт Френд Закари Куинто Ханна Уэр                      | Александр Бах | Майкл Финч Кайл Уорд Скип Вудс | Адриан Аскариа Чарльз Гордон Алекс Янг             | 20th Century Fox |

## Сериал
В ноябре 2017 года стало известно, что потоковый сервис Hulu снимет сериал по мотивам серии игр Hitman, сценарий к которому напишет создатель серии фильмов «Джон Уик» Дерек Колстад.

## Отзывы и критика
| Игра                      | GameRankings                                         | Metacritic                                                     |
| ------------------------- | ---------------------------------------------------- | -------------------------------------------------------------- |
| Hitman: Codename 47       | (PC) 73.65%                                          | (PC) 73                                                        |
| Hitman 2: Silent Assassin | (PS2) 85.02% (PC) 84.88% (Xbox) 84.63% (GC) 83.47%   | (PS2) 85 (PC) 87 (Xbox) 84 (GC) 83                             |
| Hitman: Contracts         | (PS2) 79.92% (Xbox) 77.57% (PC) 75.14%               | (PS2) 80 (Xbox) 78 (PC) 74                                     |
| Hitman: Blood Money       | (X360) 82.98% (PS2) 82.51% (PC) 82.38% (Xbox) 81.76% | (X360) 82 (PS2) 83 (PC) 82 (Xbox) 81                           |
| Hitman: Absolution        | (PS3) 84.83% (X360) 79.29% (PC) 76.13%               | (PS3) 83 (X360) 79 (PC) 79                                     |
| Hitman Go                 | (iOS) 81.37% (Vita) 80.33% (PS4) 77.90% (PC) 74.50%  | (iOS) 81 (Vita) 80 (PS4) 77 (PC) 72                            |
| Hitman: Sniper            | –                                                    | (iOS) 76                                                       |
| Hitman                    | (PC) 86.00 (PS4) 84.67 (XONE) 88.25                  | (PC) 83 (PS4) 84 (XONE) 85                                     |
| Hitman 2                  | –                                                    | (PC) 82 (PS4) 82 (XONE) 84                                     |
| Hitman 3                  | —                                                    | (NS) 70/100 (PC) 87/100 (PS4) 84/100 (PS5) 84/100 (XSX) 87/100 |
| Hitman: Sniper Challenge  | —                                                    | (X360) 80/100                                                  |

В целом серия игр Hitman высоко оценивается различными критиками, самой высокооцененной из них является Hitman 2016 года, для Xbox One, а самой низкооцененной Hitman 3 2021 года, для Nintendo Switch.